# Panulirus interruptus
Panulirus interruptus is een tienpotigensoort uit de familie van de Palinuridae. De wetenschappelijke naam van de soort is voor het eerst geldig gepubliceerd in 1840 door Randall.